# Andrzej z Opalenicy
Andrzej z Opalenicy, Andrzej Opaliński (ur. ?, zm. po 1480) – polski duchowny rzymskokatolicki, sufragan gnieźnieński.

## Życiorys
W 1476 lub w 1478 papież Sykstus IV prekonizował go biskupem pomocniczym archidiecezji gnieźnieńskiej oraz biskupem in partibus infidelium natureńskim. Brak informacji kiedy i od kogo przyjął sakrę biskupią, jak również o roku jego śmierci.